# Android Pie
Android Pie (cu nume de cod Android P în timpul dezvoltării), cunoscut și sub numele de Android 9 (API 28) este a noua versiune majoră și cea de-a 16-a versiune a sistemului de operare mobil Android. A fost lansat pentru prima dată ca previzualizare pentru dezvoltatori pe 7 martie 2018 și a fost lansat public pe 6 august 2018.
Pe 6 august 2018, Google a anunțat oficial lansarea finală a Android 9 sub titlul „Pie”, cu actualizarea disponibilă inițial pentru dispozitivele Google Pixel actuale, iar lansările pentru dispozitivele Android One și altele care urmează să urmeze „mai târziu în acest an”. Telefonul Essential a fost primul dispozitiv Android care a primit o actualizare pentru Android Pie, care a venit la data lansării sale finale. Sony Xperia XZ3 a fost primul dispozitiv cu Android Pie preinstalat.
În iulie 2023, 7,56% din toate dispozitivele Android rulau Android Pie, a cărui ultima actualizare de securitate a fost lansată pe 4 ianuarie 2022.

## Istorie
Android Pie, denumit în perioada dezvoltării  „Android P”, a fost anunțat pentru prima dată de Google pe 7 martie 2018,  și prima previzualizare pentru dezvoltatori a fost lansată în aceeași zi.  A doua previzualizare, prima versiune beta, a fost lansată pe 8 mai 2018.  A treia previzualizare, numită Beta 2, a fost lansată pe 6 iunie 2018.  A patra previzualizare, numită Beta 3, a fost lansată pe 2 iulie 2018.  Ultima versiune beta a Android P a fost lansată pe 25 iulie 2018. 